# Нильсен, Кристофер (легкоатлет)
Кристофер Нильсен (англ. Chris Nilsen; род. 13 января 1998, Канзас-Сити, Миссури) − американский легкоатлет, специализирующийся в прыжках с шестом. Серебряный призёр летних Олимпийских игр 2020 в Токио, призёр чемпионатов мира.

## Биография и спортивная карьера
Родился 13 января 1998 года в городе Канзас-Сити, штат Миссури.
Окончил среднюю школу Парк-Хилл в Канзас-Сити, штат Миссури. Установил рекорд средней школы США в прыжках с шестом на секционных соревнованиях класса 5 в Миссури (результат 5,61 м).
Учится в Университете Южной Дакоты.
6-кратный чемпион США по прыжкам с шестом в первой команде NCAA Division I и 3-кратный чемпион NCAA по прыжкам с шестом по легкой атлетике.  Нильсен держит рекорды школы Койотс в Южной Дакоте по прыжкам с шестом в помещении 5,80 м (19 футов 0 дюймов) и 5,86 м на открытом воздухе (19 футов 3 дюйма) на открытом воздухе.
Установил рекорд США и NACAC для прыжков с шестом U-20 на открытом воздухе - 5,75 м (18 футов 10 дюймов), а для прыжков с шестом U-20 - для закрытых помещений - 5,70 метров.
Удостоен звания лучшего полевого спортсмена Саммита 2017 года в помещении и лучшего полевого спортсмена Саммита 2017 года.
Нильсен выиграл Texas Relays в 2018 году, пройдя дистанцию 5,80 метров, позже сразился с Сэмом Кендриксом на Drake Relays 2018, где он преодолел 5,78 метров.
Занял второе место на чемпионате NCAA I дивизиона по легкой атлетике в помещении 2019 года и выиграл титул в прыжках с шестом в чемпионате NCAA по легкой атлетике среди мужчин I дивизиона на открытом воздухе, собрав рекорд на чемпионате NCAA I дивизиона по легкой атлетике 2019 года.
В девятый раз в 2019 году завоевал звание студента-спортсмена недели Summit League. Стал самым выдающимся спортсменом чемпионата среди мужчин после того, как завоевал свой третий подряд титул в прыжках с шестом в лиге, установив рекорд в прыжках с шестом - 5,81 метров.
В 2019 году стал победителем на Панамериканских играх в Лиме, Перу.
В феврале 2020 года Нильсен установил личный рекорд в помещении - 5,93 метра в спортивном комплексе Девани. Этот прыжок стал рекордом студенческого чемпионата NCAA в помещении, ранее принадлежавшим первокурснику LSU Mондо Дюплантису.

### Олимпиада 2020 в Токио
На Олимпиаде Крис Нильсен завоевал серебряную медаль, уступив первенство шведскому прыгуну Арману Дюплантису.